# 郭楫
郭楫（1469年—？），字崇德，浙江杭州府海寧縣人，軍籍，明朝政治人物。

## 生平
弘治五年（1492年）壬子科浙江鄉試第十九名舉人。弘治十八年（1505年）中式乙丑科會試第一百五十三名，二甲第八十九名進士。正德二年（1507年）三月授户科給事中。

## 家族
曾祖郭子□；祖父郭□，□；父郭□，母謝氏。具庆下。